# 무산군 (대한민국)
무산군(茂山郡)은 대한민국 함경북도에 있는 대한민국의 군이다. 이북5도위원회가 관리하는 명목상의 행정 구역이다. 면적은 6,163.91km2인데, 명목상 이북5도에 속하는 행정 구역을 포함한 대한민국의 시군 가운데 가장 넓은 편이다. 1개 읍, 9개 면, 40개 동으로 구성되어 있다. 군청소재지는 무산읍 천동이다.

## 행정 구역
| 읍면           | 면적(km2) | 동 숫자 | 동(洞)                                                            |
| -------------- | --------- | ------- | ----------------------------------------------------------------- |
| 무산읍(茂山邑) | 108.76    | 5       | 성천(城川) 칠성(七星) 독소(篤所) 남산(南山) 창렬(彰烈)            |
| 동면(東面)     | 349.25    | 3       | 풍산(豊山) 차유(車踰) 강선(降仙)                                  |
| 삼사면(三社面) | 2,254.39  | 4       | 유평(楡坪)·호평(芦坪)·창평(倉坪)·연암(延巖)                       |
| 삼장면(三長面) | 1,214.24  | 3       | 삼상(三上) 삼하(三下) 농사(農事)                                  |
| 서하면(西下面) | 133.07    | 3       | 삼천(三川) 임강(臨江) 흥암(興巖)                                  |
| 어하면(漁下面) | 350.08    | 3       | 허언(虛彦) 온천(溫川) 오봉(五峯)                                  |
| 연사면(延社面) | 1,030.95  | 6       | 사지(四芝) 신장(新章) 수침(水砧) 석포(石浦) 서안(栖安) 광양(廣陽) |
| 연상면(延上面) | 249.49    | 4       | 상창(上倉) 박천(朴川) 문암(文巖) 연수(延水)                       |
| 영북면(永北面) | 125.10    | 4       | 지초(芝草) 노덕(鹵德) 양영(梁永) 서호(西湖)                       |
| 풍계면(豊溪面) | 348.58    | 5       | 명신(明臣) 계상(溪上) 계하(溪下) 송학(松鶴) 용천(龍川)            |

## 참고 문헌
- “함경북도 시군 소개”. 이북5도위원회.
- “함경북도 기구 및 정원”. 이북5도위원회.

## 같이 보기
- 무산군